# Paracyrba wanlessi
Paracyrba wanlessi är en spindelart som beskrevs av Zabka, Kovac 1996. Paracyrba wanlessi ingår i släktet Paracyrba och familjen hoppspindlar. Inga underarter finns listade i Catalogue of Life.